# جورج آدامز ليلاند
جورج آدامز ليلاند (بالإنجليزية: George Adams Leland)‏ هو طبيب أمريكي، ولد في 7 سبتمبر 1850 في بوسطن في الولايات المتحدة، وتوفي بنفس المكان في 17 مارس 1924.